# Лепин, Кристиан
Кристиан Лепин (фр. Christian Lépine; род. 18 сентября 1951, Монреаль, Канада) — канадский прелат. Титулярный епископ Сабы и вспомогательный епископ Монреаля с 10 сентября 2011 по 20 марта 2012. Архиепископ Монреаля с 20 марта 2012.